# استئصال التاج

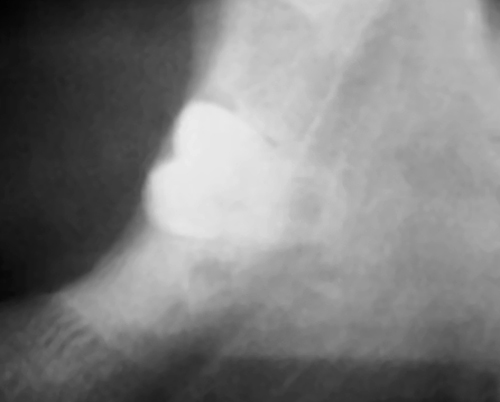

يُعدّ استئصال التاج عند قلع أضراس العقل السفلية (الأرحاء الثالثة السفلية) خيارًا علاجيًا يتضمن إزالة تاج ضرس العقل مع الحفاظ على الجذور في مكانها عند المرضى الأصحاء. يُستخدم هذا الخيار عند المرضى بديلًا عن القلع (الاستئصال) الكامل عندما تكون أضراس العقل مرتبطة ارتباطًا وثيقًا بالعصب السنخي السفلي، وتُستخدم بالتالي من أجل منع احتمالية تلف العصب أثناء القلع.

## الإيجابيات
منع اعتلال العصب المحتمل.
خطر تبدل الحس أقل بكثير من القلع الجراحي للأرحاءء الثالثة (أضراس العقل) السفلية مع تأثر 8٪ من الحالات بشكل مؤقت و3.6٪ من الحالات تتأثر بشكل دائم. تهاجر 30٪ من الجذور بعد استئصال التاج، لتبتعد عن القناة السنخية السفلية. يجعل هذا قلع الجذور المتبقية أكثر أمانًا.

## السلبيات
هناك احتمالية بنسبة 5٪ لفشل استئصال التاج، وقد يتحرك الجذر أثناء القطع. تشكل بقايا الجريب في 5٪ من الحالات جيوبًا عميقة حول اللثة تؤدي إلى الإنتان.

## الاستطبابات
ينبغي النظر في استئصال التاج إذا كانت هناك علامات تشير إلى أن المريض معرض لخطر تلف العصب أثناء القلع:
- يظهر ضرس العقل السفلي أنه قريب من القناة السنخية السفلية شعاعيًا:[4]
  - علامات تضيق أو تحول في القناة
  - الجذور مظلمة/القناة متقطعة
  - انقطاع الصفيحة العظمية (اللامينادورا)
  - شفافية جانب الذروة على الصور الشعاعية[1]
- المريض غير معرض للخطر طبيًا[4]
- الأسنان حية، وخالية من تسوس الأسنان/أو الأمراض الأخرى وغير متحركة[4]

## مضادات الاستطباب
- سن غير حي
- الأسنان متحركة أو أصبحت متحركة أثناء الإجراء
- السن منطمر بشكل أفقي أو بعيد
- المرضى المعرضين للخطر طبيًا كمنقوصي المناعة مثلًا
- المرضى الذين لديهم استعداد للإصابة الموضعية كالخاضعين للعلاج الإشعاعي في المنطقة مثلًا، فقد يعانون من ضعف الشفاء.
- تسوس أو عدوى مستمرة

## الإجراء

### تقييم ما قبل الجراحة

#### المريض
يجب أن يكون المريض على دراية بالمخاطر المحتملة لهذا الإجراء مثل:
- التهاب السنخ الجاف
- احتمالية الحاجة إلى إجراءات جراحية ثانوية

#### التصوير الشعاعي
يسمح التصوير الشعاعي العادي بقرب السن بتقييم الحالة قرب القناة السنخية السفلية. يمكن تقييم وضع الأسنان أنه عالي الخطورة إذا كان هناك؛ فقدان في الصفيحة القاسية، سواد القناة وانقطاع الجذر. إذا كان الضرس الثالث الفك السفلي يعتبر عالي الخطورة، يُجرى التصوير باستخدام الأشعة المقطعية المخروطية (سي بي سي تي) بالإضافة إلى الفيلم العادي. يمكن أن يبرر الجراح استخدام التصوير الشعاعي الإضافي لأنه يسمح له بالحصول على مزيد من المعلومات فيما يتعلق بجذور الأسنان والقناة السنخية السفلية في حالة الجذور عند القطع.

#### موافقة المريض
يجب أن يحصل الجراح على الموافقة اللفظية قبل إجراء استئصال التاج. بالإضافة إلى ذلك، يجب الحصول على الموافقة إذا كانت إزالة الجذور مطلوبة. يجب إبلاغ المريض بالعدوى المبكرة والمتأخرة ما يعني أن الجذور قد تحتاج إلى إزالة لاحقًا.